# 岐阜県道196号柿野谷合線
岐阜県道196号柿野谷合線（ぎふけんどう196ごう かきのたにあいせん）は、岐阜県山県市内を通る一般県道である。

## 概要
岐阜県山県市柿野の柿野川と東洞谷の合流点付近が起点。起点より南に進み、同市出戸の山県市立乾小学校付近で国道256号に接続するが、合流せず右折、西に向かう。川沿いに進み、徳永バス停付近で旧国道418号に出る。右折して、岐阜県山県市笹賀で国道418号と交わり、そこから先は国道418号線との重複区間となる。山県市谷合の谷合交差点が路線上の終点である。

### 路線データ
- 始点：岐阜県山県市柿野
- 終点：岐阜県山県市谷合（谷合交差点）
- 延長：8.611km

## 地理
終点付近に武儀川（木曽川水系長良川支流）が流れる。

### 通過する自治体
- 岐阜県
  - 山県市

### 接続路線
- 国道256号（山県市出戸）
- 国道418号（山県市笹賀）

### 周辺
- 山県市立乾小学校